# Großer Rauch-Sackträger
Der Große Rauch-Sackträger (Psyche crassiorella), auch Braunglänzender Sackträger genannt, ist ein Schmetterling aus der Familie der Echten Sackträger (Psychidae).

## Merkmale

### Falter
Die erwachsenen Tiere sind durch einen deutlichen Geschlechtsdimorphismus geprägt. Die Flügel der Männchen erreichen eine Spannweite von etwa 14 bis 16 Millimetern und sind glänzend grau oder graubraun gefärbt. Ihre Fühler haben mehr als 21 Glieder. Die madenartigen Weibchen zeigen eine hellbraune Grundfarbe mit einigen dunklen Querstreifen und haben einen walzenförmigen Körper. Sie besitzen weder entwickelte Fühler, noch Flügel, und die Beine sind verkümmert.

### Raupe, Puppe
Die Raupen haben einen kräftig gelb gezeichneten Kopf. Sie spinnen sich in eine sackartige Wohnröhre ein in der sie sich auch verpuppen. An der Außenseite befestigt die Raupe grobe Teile von Pflanzenstängeln etwa gleichen Durchmessers, die oft weit abstehen. Die Länge der Raupensäckchen beträgt etwa 11 bis 15 Millimeter.

### Ähnliche Arten
Die Art ähnelt dem Kleinen Rauch-Sackträger (Psyche casta). Deren männliche Falter sind jedoch kleiner und stärker bräunlich gefärbt. Ihre Fühler haben weniger als 21 Glieder. Auch sind die Säcke mit einer Länge zwischen 6 und 9 Millimetern deutlich kleiner und mit dünneren Pflanzenteilen belegt.

## Verbreitung und Vorkommen
Der Große Rauch-Sackträger kommt von den Küsten der Mittelmeerländer durch das klimatisch gemäßigte Europa, einschließlich Englands und nördlich bis in das mittlere Fennoskandinavien vor. In den Alpen ist er noch in Höhen von 1200 Metern anzutreffen. Er bewohnt überwiegend Trockenrasenstandorte und Felshänge.

## Lebensweise
Die Falter fliegen in einer Generation von Mai bis Juli. Die Tiere haben einen zweijährigen Entwicklungszyklus. Während des gesamten Raupenstadiums bleibt die Raupe in ihrer Schutzhülle. Nur der männliche erwachsene Schmetterling verlässt den Raupensack und sucht das flugunfähige Weibchen auf, um sich zu paaren. Beide Geschlechter haben eine Lebenszeit von nur wenigen Tagen, die kurz nach der Paarung endet. Die Raupen ernähren sich von verschiedenen Gräsern, Moosen, Grünalgen (Chlorophyta) und Flechten, sowie vom Blutroten Storchschnabel (Geranium sanguineum). Der Larvensack wird an Baumstämmen und Felsen teilweise in mehreren Metern Höhe befestigt.

## Gefährdung
Die Art ist in Deutschland weit verbreitet und meist zahlreich anzutreffen, so dass sie als nicht gefährdet gilt.